# Gnomidolon glabratum
Gnomidolon glabratum är en skalbaggsart som beskrevs av Martins 1962. Gnomidolon glabratum ingår i släktet Gnomidolon och familjen långhorningar. Inga underarter finns listade i Catalogue of Life.